# Línea de alta velocidad Sevilla-Cádiz
La línea de alta velocidad Sevilla-Cádiz es una prolongación de la LAV Madrid-Sevilla hasta Cádiz en ancho ibérico con traviesas polivalentes, para su posterior adaptación al ancho internacional, cuya puesta en servicio completa tuvo lugar en octubre de 2015.

## Características

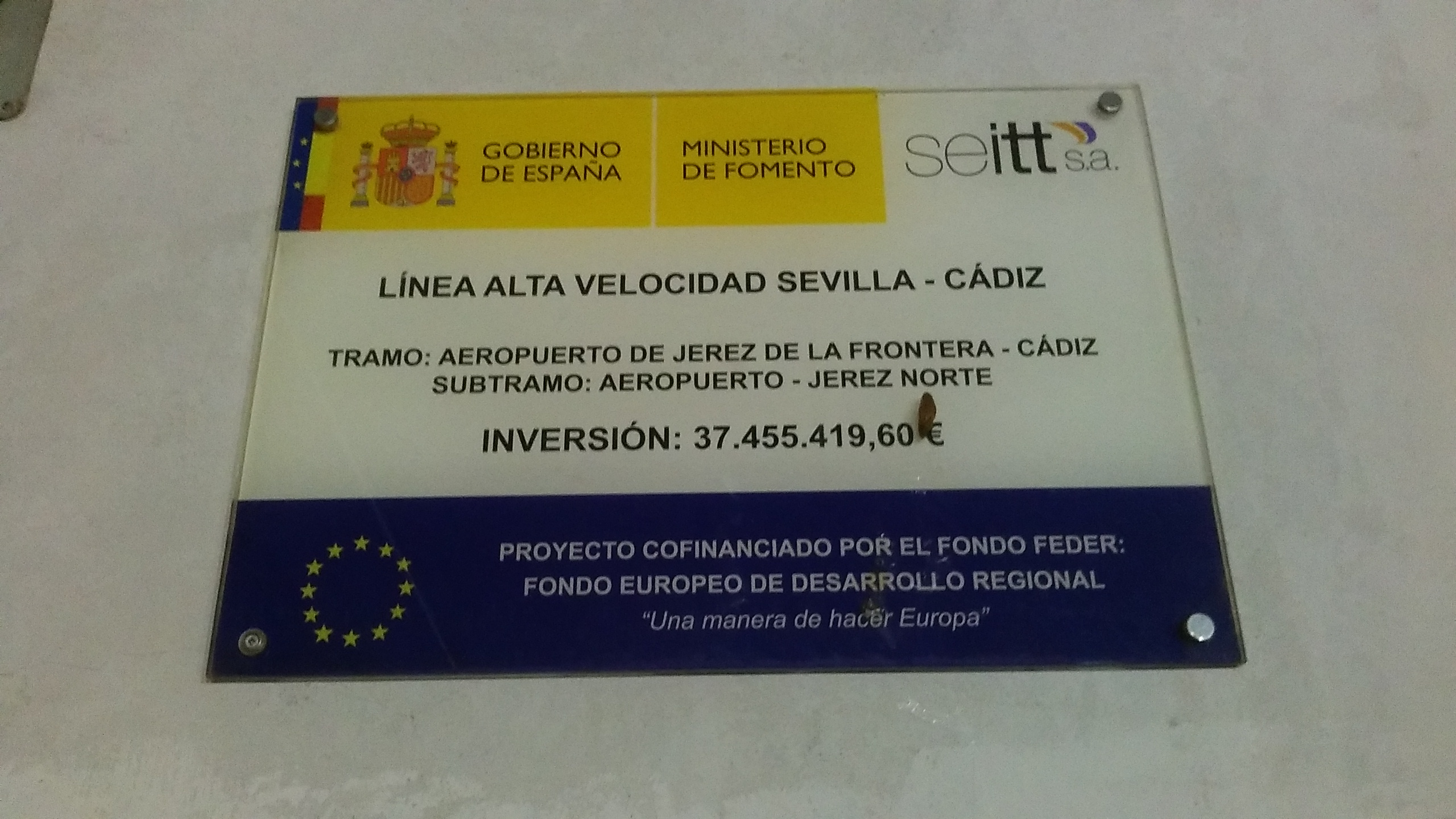
Placa de la obra

Esta línea convencional, la cual tiene una longitud de 153 kilómetros, ha sido objeto de una serie de mejoras entre las que incluye el desdoble de todo el trazado entre Sevilla y Cádiz y su adaptación a parámetros de alta velocidad. La duplicación incluye supresión de pasos a nivel, mejoras del trazado, de la infraestructura, de la superestructura de vía y de las instalaciones de seguridad y de  comunicaciones. Para terminar de adaptar la línea a los requisitos europeos establecidos para las líneas de Alta Velocidad, será  necesario además cambiar la tensión de 3 kV CC a 25 CA, además de proceder a la instalación del sistema ERTMS N2, que permitirá que entre Utrera y Jerez se alcancen velocidades de entre 220 y 250 km/h.  
La línea modificada, en la mayor parte de su trazado, dará soporte a trenes de todas las categorías: Alvias - AVE (en el momento del cambio de ancho de vía), Media Distancia, Cercanías, Mercancías y el Tren-Tranvía de la Bahía de Cádiz entre Río Arillo (San Fernando) y la estación término de Cádiz.
La velocidad máxima de proyecto es de 220 km/h por señalización y electrificación, y 250 km/h en la plataforma. Se emplea para la electrificación la catenaría tipo CR-220  adaptada en un primer momento a 3 kV CC, si bien admite la posibilidad de cambio a 25 kV CA. Actualmente por tanto la velocidad máxima es de 200 km/h en determinados tramos y por la circulación al amparo el sistema ASFA, pudiendo elevarse a 220 km/h en el momento que se instale el sistema ERTMS N2, pero únicamente en el tramo Utrera - Jerez Viajeros, ya que solo está prevista la instalación de dicho sistema de señalización en dicho tramo.
No obstante, la simple duplicación ha permitido descongestionar a un coste razonable de obra la línea, si bien, como consecuencia del tráfico de cercanías del núcleo de Cádiz y sobre todo de Sevilla, tras la conclusión de las obras los tiempos de viaje son los mismos que los anteriormente existentes, no cumpliéndose los pronósticos de situar los tiempos de viaje entre Sevilla y Cádiz entre 1:16 y 1:18 horas.

## Tramos
La línea se puede dividir en dos tramos diferenciados: Sevilla - Jerez y Jerez - Cádiz.

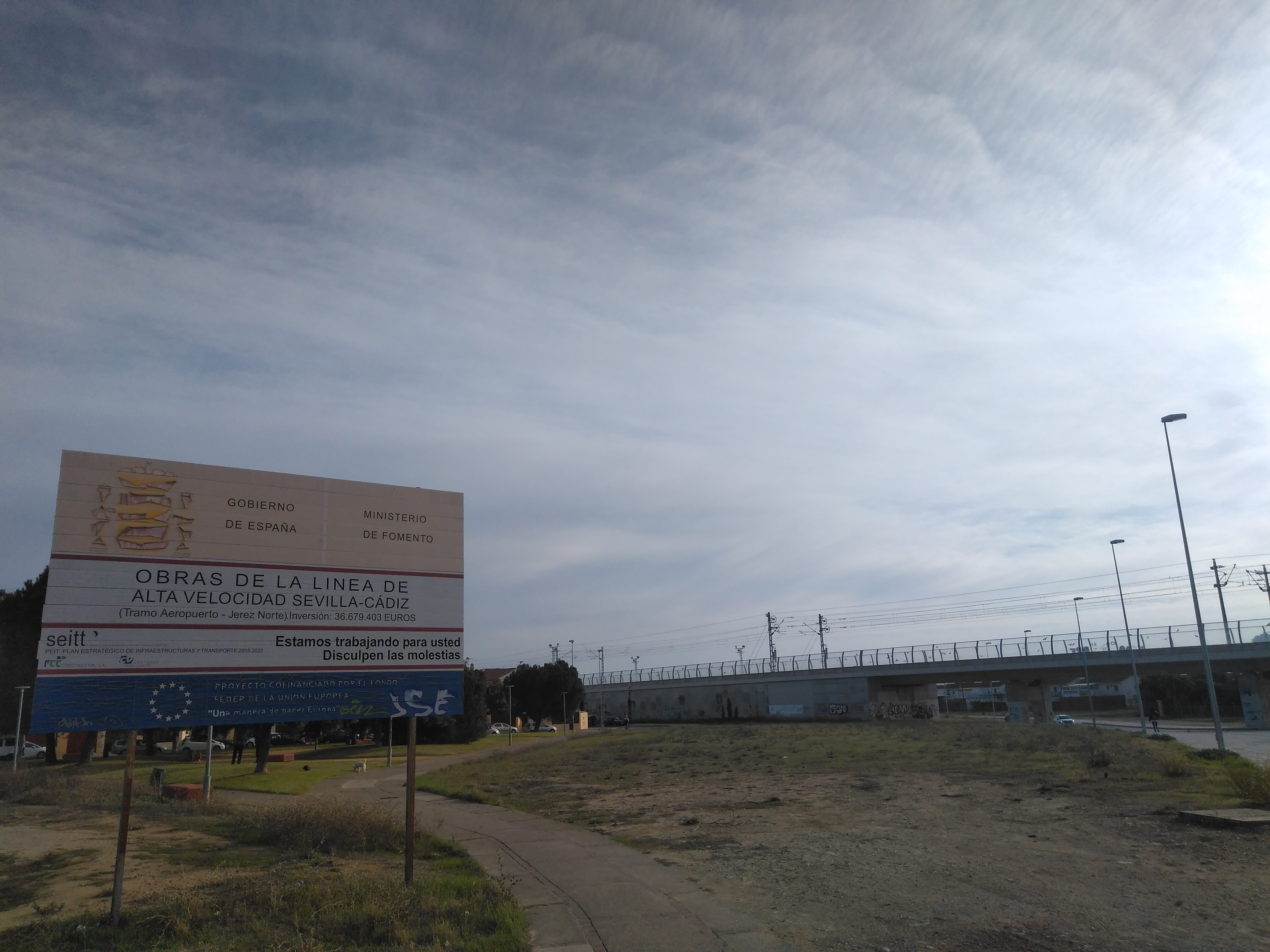
Obras en Jerez para la vía

### Trayecto Sevilla - Jerez
El trayecto Sevilla - Jerez tiene una longitud de 105 km y une la LAV Madrid-Sevilla a la altura del cambiador de ancho de Majarabique (fuera del trazado) con la ciudad de Jerez. En su camino atraviesa -entre otras- las ciudades de Utrera y Las Cabezas de San Juan.
El tramo de Sevilla a Dos Hermanas tiene su velocidad limitada a 160 km/h (excepto el paso por estaciones en las que la velocidad es menor). Dicho tramo fue desdoblado a principio de los años 1990 y no se previó la posibilidad de que fuera de Alta Velocidad. De Dos Hermanas a Utrera aunque se podrían alcanzar 200 km/h, actualmente como consecuencia de la falta de vallado en el tramo, y de la saturación por la red de cercanías de Sevilla, la velocidad está limitada a 160 km/h. Entre Utrera y Jerez se pueden alcanzar los 200 km/h de velocidad máxima sin ningún problema, incluido el paso por las estaciones de Las Cabezas y Lebrija, si bien desde esta última hasta Jerez los trenes, al no haber solicitado Renfe autorización, no corren a la velocidad máxima que permite el tramo.

### Trayecto Jerez – Cádiz
El trayecto Jerez – Cádiz atraviesa áreas de elevado valor ambiental y las obras consisten en la duplicación de vía adaptándola al entorno metropolitano de la Bahía, incluyendo la integración del ferrocarril a su paso por los núcleos urbanos. El objetivo es que la línea cumpla la doble función de permitir servicios alta velocidad, y la mejorar el servicio de cercanías existente en el tramo. Su longitud es de 53 km. De las Aletas, una estación en la localidad de Puerto Real, debe partir un ramal de mercancías que conecte con los muelles de La Cabezuela.
El bloqueo de la línea es un Bloqueo Automático de vía doble Banalizado (B.A.B), todo ello operado desde el CTC de Sevilla. Se opera bajo el sistema de protección de tren (ATP) ASFA digital mientras se implementa ERTMS nivel 2 en los distintos tramos.
| Tramo                                   | Kilómetros | Fecha de entrada en servicio   |
| --------------------------------------- | ---------- | ------------------------------ |
| Sevilla – La Salud                      | 7,8        | 2/5/1991 (catenaria 3000V CC)  |
| La Salud - Dos Hermanas                 | 7,6        | 21/5/1992 (catenaria 3000V CC) |
| Dos Hermanas – Utrera                   | 16,6       | 12/04/2003                     |
| Utrera – Las Cabezas de San Juan        | 26,1       | 1/10/2015                      |
| Las Cabezas de San Juan - Lebrija       | 15,8       | 7/07/2013                      |
| Lebrija - El Cuervo                     | 10,5       | 7/07/2013                      |
| El Cuervo - Aeropuerto de Jerez         | 9,6        | 7/07/2013                      |
| Estación en el Aeropuerto de Jerez      |            |                                |
| Aeropuerto de Jerez - Jerez Norte       | 7,8        | 4/12/2012                      |
| Integración en Jerez                    | 3,9        | 2002                           |
| Variante de El Portal                   | 10,2       | 7/07/2007                      |
| Integración en El Puerto de Santa María | 10,7       | 26/11/2008                     |
| Integración en Puerto Real              | 5,8        | 14/12/2013                     |
| Puerto Real-San Fernando-Bahía Sur      | 8,9        | 26/01/2011                     |
| Bahía Sur-Cortadura                     | 9,3        | 15/07/2007                     |
| Integración en Cádiz                    | 3,6        | 8/03/2002                      |

## Reducción de los tiempos de viaje
Una vez entre en servicio esta infraestructura, los tiempos de viaje quedarán reducidos así
Mejores tiempos de viaje a fecha de 1 de octubre de 2015.
| Origen | Destino              | Tiempo anterior (2009) Sin la LAV Sevilla-Cádiz | Tiempo actual | Tiempo futuro | Reducción  |
| ------ | -------------------- | ----------------------------------------------- | ------------- | ------------- | ---------- |
| Cádiz  | Jerez de la Frontera | 0:42                                            | 0:31          | 0:28          | 0:14 (33%) |
| Cádiz  | Sevilla              | 1:40                                            | 1:32          | 1:18          | 0:22 (22%) |
| Cádiz  | Madrid               | 4:23(1)                                         | 4:04          | 3:45          | 0:38 (14%) |

(1) En 2009, sin la LAV, los trenes Altaria, que cubrían el recorrido Madrid-Cádiz en 5 horas, fueron sustituidos por Alvia, reduciendo el tiempo a 4:23 al aumentar la velocidad máxima del viaje de 200 a 250 km/h y suprimir el cambio de locomotora.
La línea cuenta con 14 conexiones de Media Distancia que emplean entre 1:37 y 1:48 horas en hacer el recorrido completo entre Sevilla y Cádiz con trenes de la serie S-449, alguno de los cuales tiene origen en las ciudades de Jaén o Córdoba. Por su parte durante todo el año, de lunes a jueves, tres Alvia en cada sentido conectan directamente Madrid con Cádiz, siendo cuatro durante los fines de semana. Dichas conexiones se complementan con enlaces garantizados en Sevilla MD + AVE. Desde el 25 de julio de 2016, entre Madrid y Cádiz habrá 5 conexiones diarias y 6 durante los jueves, viernes y domingos, siendo la primera vez que se produce este hecho, ya desde el 2 de agosto de 2021 también circula el tren de larga distancia-alta velocidad InterCity torre del oro en sentido Barcelona-Cádiz y desde el día 3 en ambos sentidos, este tren conecta las ciudades de Cádiz, San Fernando-Bahía Sur, el puerto de Santa María, Jerez de la frontera, Sevilla, Córdoba, Albacete, valencia, Castellón, Tarragona v Barcelona, desde Sevilla a Córdoba y de Tarragona a Barcelona y viceversa circula por vías de alta velocidad, la duración del viaje en ambos sentidos es de 11horas y 30 minutos aproximadamente, este nuevo servicio entre la capital gaditana y la ciudad condal circula todos los días.[cita requerida]
Cabe destacar que el tiempo prometido de viaje era en torno a 55 minutos de Sevilla a Cádiz. Pero a fecha de hoy se tarda eso hasta Jerez. Para ello, habría que suprimir todas las paradas intermedias, cosa poco factible al estar la población dividida en 4 poblaciones en la bahía de Cádiz. Aun así hay muchas limitaciones de velocidad, tramos que ni se alcanzan los 200 km/h y como mucho 160 siendo alta velocidad como Dos Hermanas-Utrera, cuya infraestructura lo permite pero no cuenta con vallado. El paso por ciertas estaciones sería sólo de 70 km/h para un hipotético tren sin parada en el Puerto de Santa María. Además, está saturada de cercanías en ambos núcleos y en Sevilla coinciden hasta 3 líneas y los trenes del corredor oriental de Andalucía, así como mercancías que cambian la marcha en Dos Hermanas y futuros mercancías hasta Puerto Real o Cádiz, y eso más complicado sería con el tren-tranvía Cádiz-Chiclana. De hecho, los trenes de Media Distancia no pueden reducir el tiempo de viaje al haber varias paradas en el trayecto que incrementan el tiempo de viaje. Aun así, está previsto instalar el sistema ERMTS de Jerez a Utrera para alcanzar los 220 km/h, velocidad que se considera la mínima para ser alta velocidad entre Cádiz y Sevilla.[cita requerida]